# Queer as Folk (série télévisée, 2000)
Pour les articles homonymes, voir Queer as Folk.
Queer as Folk est une série télévisée américano-canadienne de 83 épisodes de 50 minutes, adaptée par Ron Cowen et Daniel Lipman de la série homonyme britannique de Russell T Davies, et diffusée entre le 3 décembre 2000 et le 7 août 2005 sur Showtime aux États-Unis et à partir du 22 janvier 2001 sur Showcase au Canada.
La série décrit la vie de cinq amis homosexuels et de leur entourage dans la ville de Pittsburgh (Pennsylvanie) aux États-Unis.
En France, la série a été diffusée à partir du 26 septembre 2002 sur Jimmy. Rediffusion à partir du 30 avril 2005 sur Pink TV et à partir du 11 janvier 2009 sur Série Club.
En Belgique, elle a été diffusée sur Plug RTL en 2005.

## Synopsis
Cette série raconte la vie de cinq homosexuels vivant à Pittsburgh en Pennsylvanie (Brian, Justin, Michael, Emmett, Ted), d'un couple lesbien (Lindsay et Melanie) et de la mère de Michael, Debbie.
Le premier épisode commence dans une boîte gay, le Babylon, alors que les quatre amis (Brian, Michael, Ted et Emmet) s'apprêtent à rentrer chez eux. Le jeune et idéaliste Justin, un lycéen de 17 ans qu'ils ne connaissent pas encore, part à la découverte de Liberty Avenue, le quartier gay de la ville. Il tombe sous le charme de Brian, publicitaire talentueux mais farouchement indépendant ; Brian ramène alors Justin à la maison, pour ce qu'il croit être un coup d'un soir. Cette même nuit, Brian devient père d'un petit garçon à la suite de l'insémination artificielle de sa meilleure amie lesbienne, Lindsay, une professeure de dessin.
La vie des personnages va être liée pendant cinq années. L'amour latent de Michael et Brian traverse toute la série. Le coming out tumultueux de Justin et sa relation durable avec Brian a des effets inattendus sur la vie de ce dernier et sur Michael. Justin trouve une oreille attentive auprès de son amie de lycée Daphné, alors qu'il essaie de lutter contre ses camarades homophobes et ses parents proches du divorce, Craig et Jennifer.

### Fin de la série
Dans la cinquième et dernière saison, les jeunes garçons d'il y a cinq ans sont devenus des hommes. La série, bien assise dans le paysage médiatique, se permet alors de s'attaquer à des questions politiques délicates. Ainsi, cette saison s'attarde sur une campagne fictive intitulée « Proposition 14 » lancée pour s'opposer à la légalisation des mariages homosexuels, à l'homoparentalité et d'autres droits familiaux. Les moyens mis en œuvre par Debbie, Justin, Jennifer, Daphné, Emmett, Ted, Michael, Brian, Lindsay, Melanie et les enfants pour lutter contre cette proposition rencontrent alors une opposition féroce. La tension est à son comble lorsqu'une bombe explose au Babylon lors d'une cérémonie de bienfaisance contre la proposition 14, faisant 4 morts et 67 blessés.
Ces événements tragiques bouleversent la vie des personnages lors des trois derniers épisodes : Brian, affolé à l'idée qu'il aurait pu perdre Justin, lui déclare enfin son amour. Il le demande également en mariage et lui achète un manoir pour lui prouver son amour. Justin accepte de l'épouser mais Brian se rend bientôt compte que Justin se sacrifie pour lui en ne partant pas à New York pour ses études : il le convainc d'y aller, tout en ne sachant pas s'ils se reverront. Justin lui assure qu'ils n'ont pas besoin de se marier pour se prouver qu'ils s'aiment et, après une dernière nuit d'amour, s'envole pour New York. Melanie et Lindsay renouent enfin et décident de partir au Canada pour élever leurs enfants dans un cadre qu'elles considèrent plus sain. Ted finit par s'attacher à Blake, un ancien drogué avec lequel il avait eu des soucis auparavant, Emmett retrouve un ancien camarade de lycée, et la famille Novotny-Bruckner reste parfaitement unie.
La série finit au Babylon en ruine, sur un flash-back du début de la série avec une chanson de Heather Small, Proud (en français : « Fier »), chanson entendue lors du premier épisode de la série. La boucle est bouclée, et, comme le dit Michael : « Et le « thumpa thumpa » continue. Et il en sera toujours ainsi. Quoi qu'il arrive. Peu importe qui est notre président. Comme nous l'a toujours chanté notre reine à tous, Gloria Gaynor : « We will survive! » [« Nous survivrons ! »] »

## Distribution

### Acteurs principaux
- Gale Harold (VF : Thierry Ragueneau) : Brian Kinney
- Randy Harrison (VF : Donald Reignoux (saisons 1, 2, 4 et 5), Alexis Tomassian (saison 3)) : Justin Taylor
- Hal Sparks (VF : Denis Laustriat) : Michael Novotny
- Peter Paige (VF : Éric Aubrahn) : Emmett Honeycutt
- Scott Lowell (VF : Antoine Nouel) : Theodore « Ted » Schmidt
- Michelle Clunie (VF : Isabelle Maudet) : Melanie Marcus
- Thea Gill (VF : Virginie Méry) : Lindsay Peterson
- Sharon Gless (VF : Michèle Bardollet) : Deborah « Debbie » Novotny
- Robert Gant (VF : Jérôme Keen) : Benjamin « Ben » Bruckner  (saisons 2 à 5)
- Jack Wetherall (VF : Jean-Pierre Leclerc) : Victor « Vic » Grassi (saisons 1 à 4, invité en saison 5)
- Chris Potter (VF : Bertrand Liebert) : Dr David Cameron (saison 1)

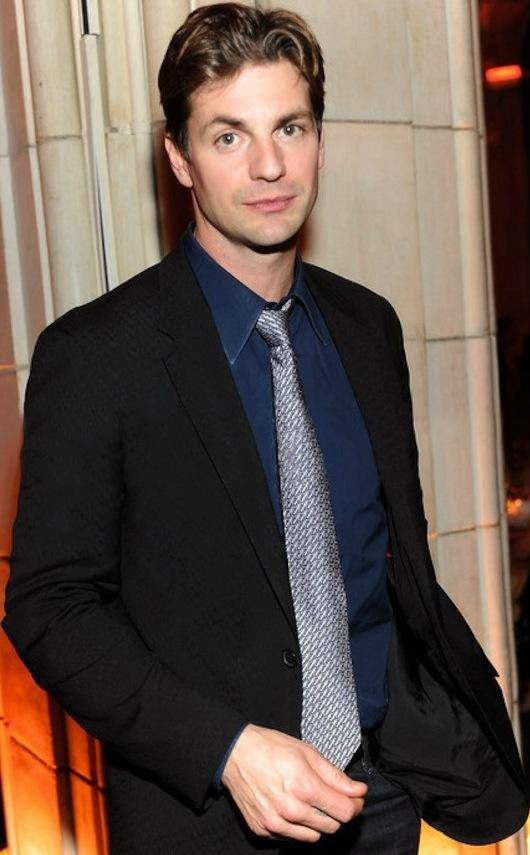
Gale Harold (Brian Kinney).
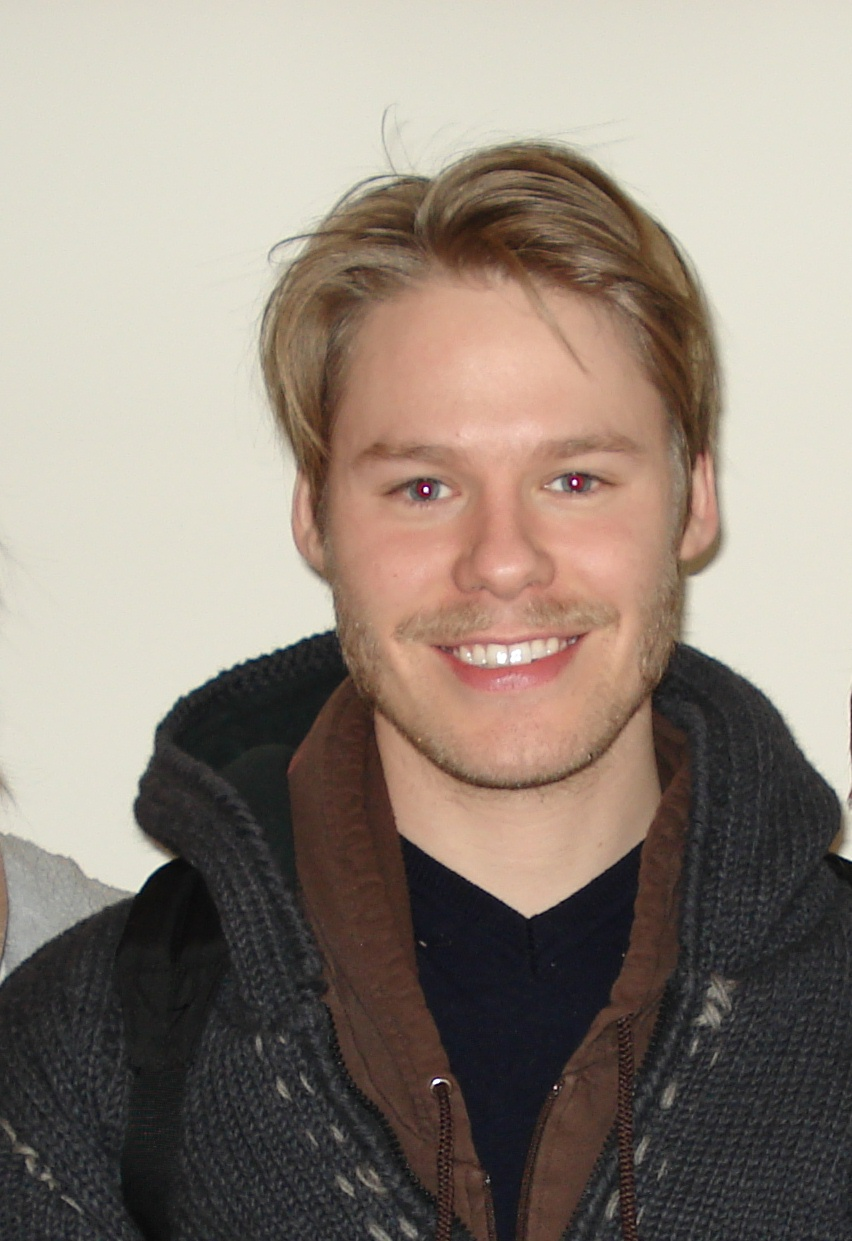
Randy Harrison (Justin Taylor).
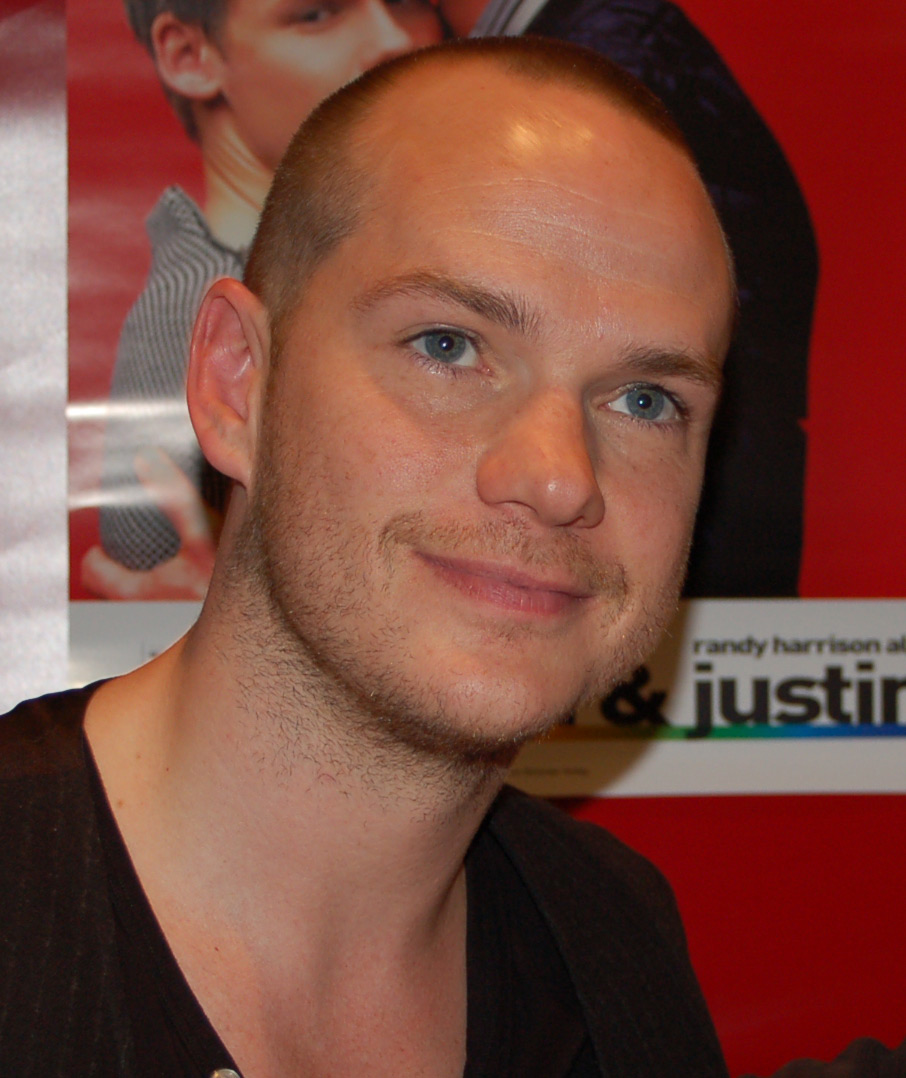
Peter Paige (Emmett Honeycutt).
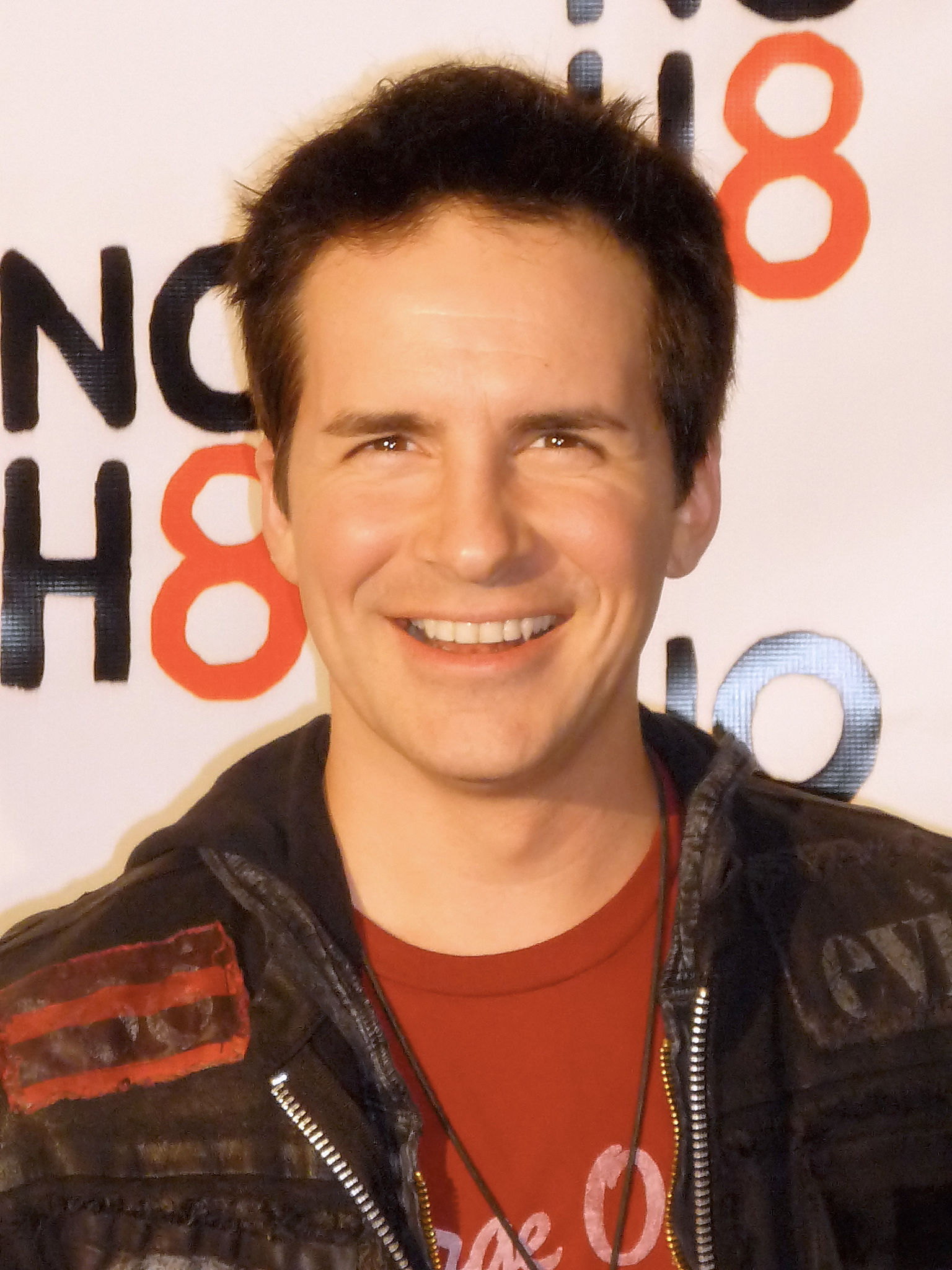
Hal Sparks (Michael Novotny).
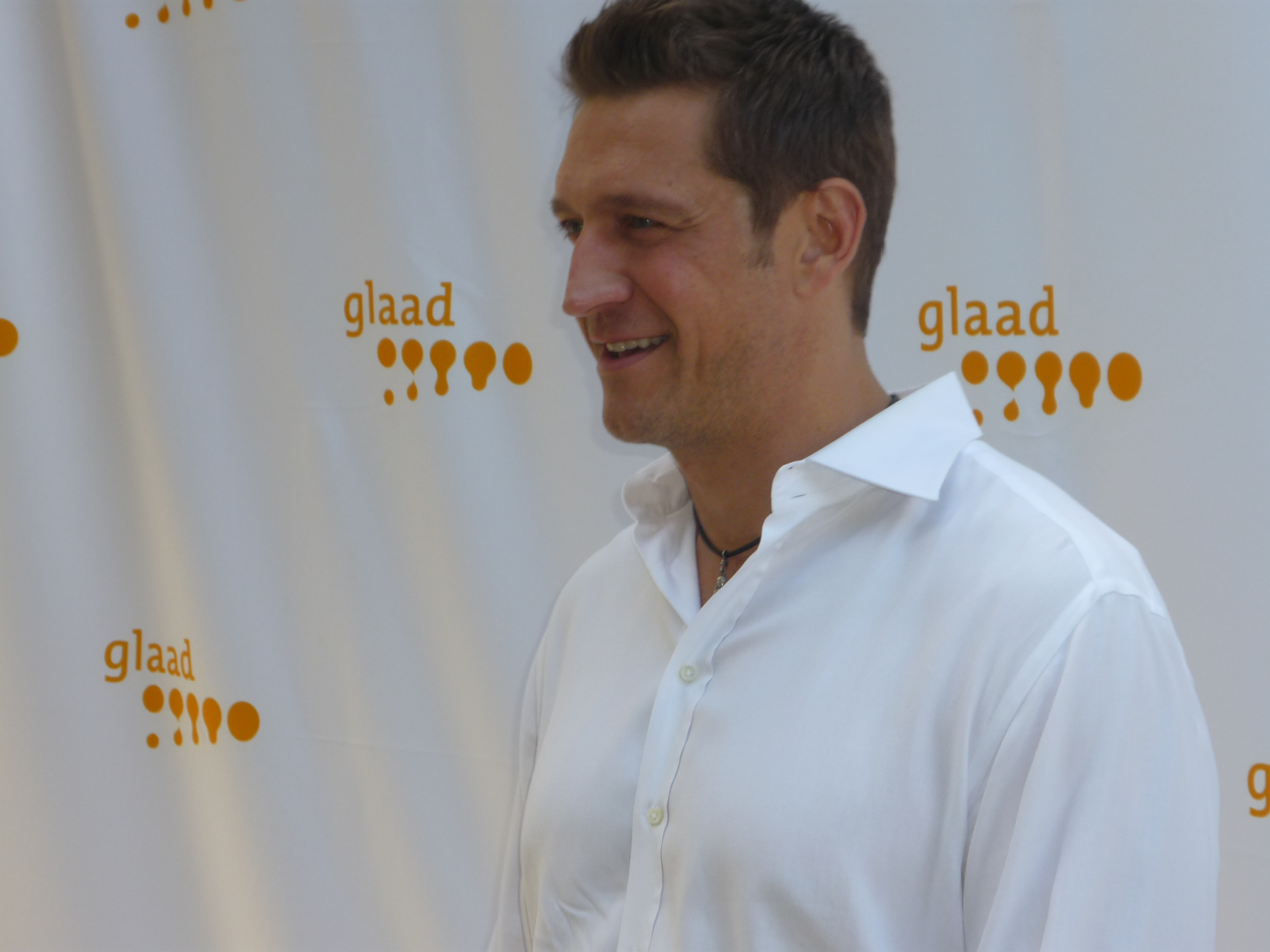
Robert Gant (Ben Bruckner).
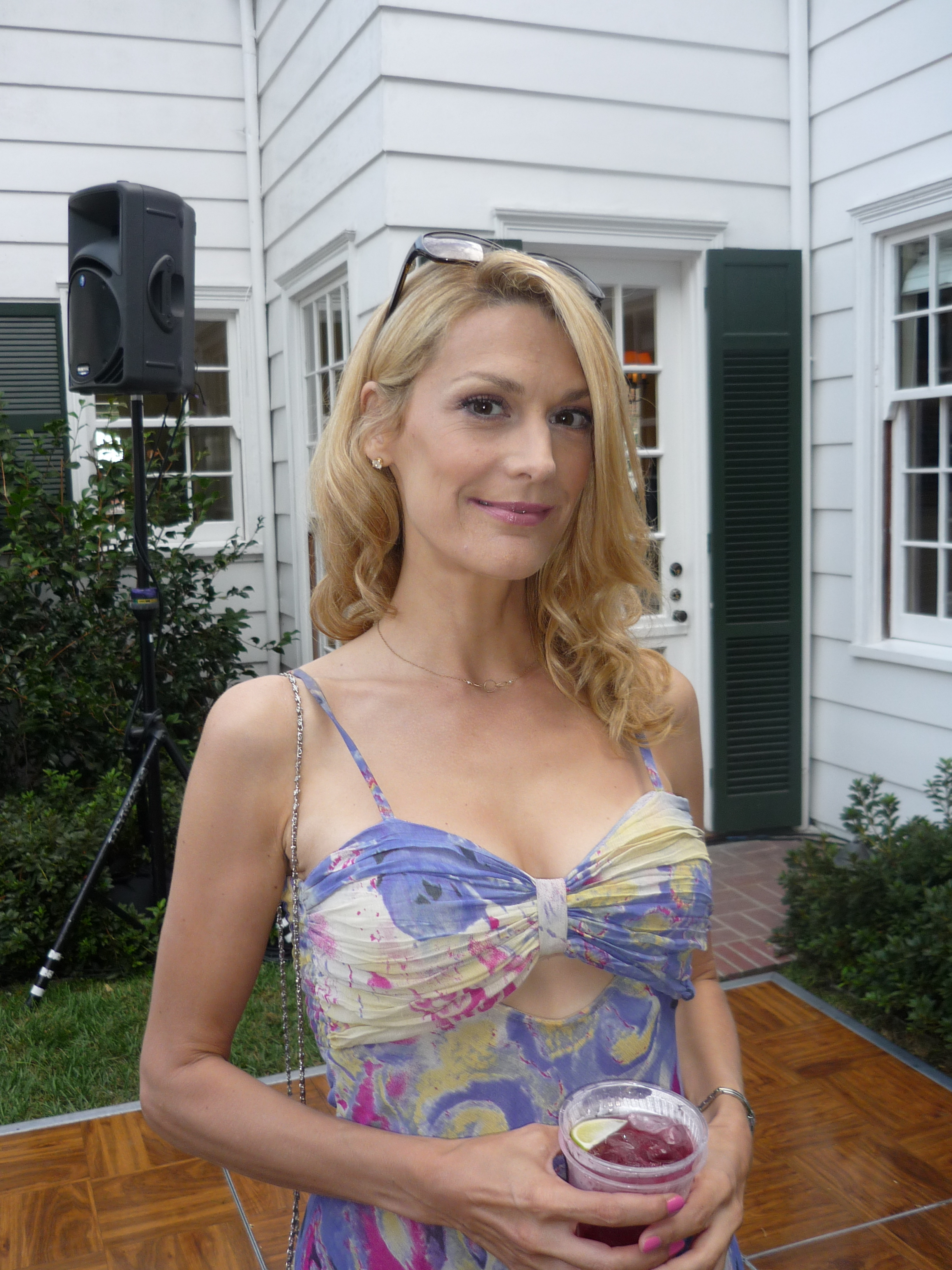
Thea Gill (Lindsay Peterson).
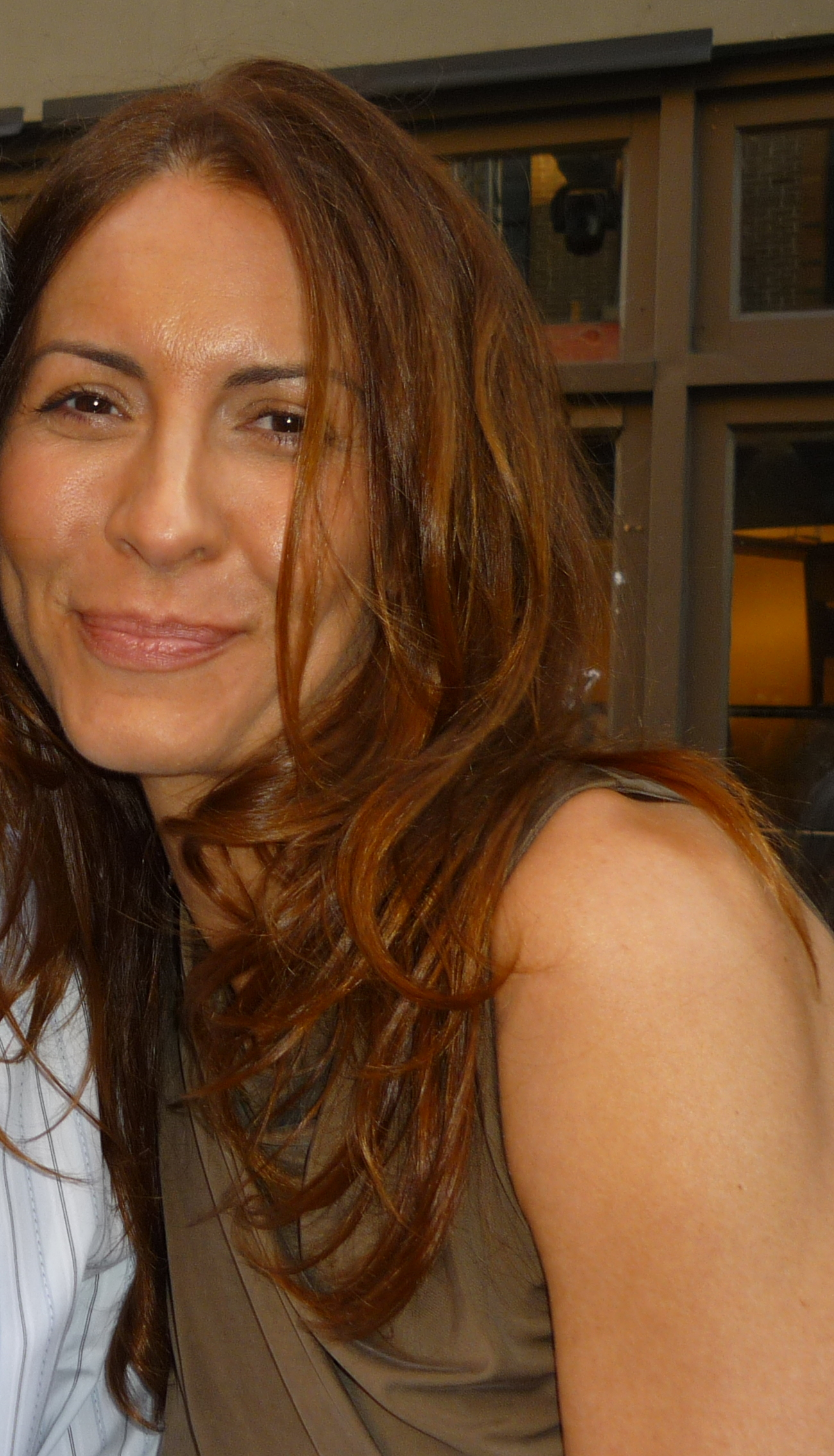
Michelle Clunie (Melanie Marcus).
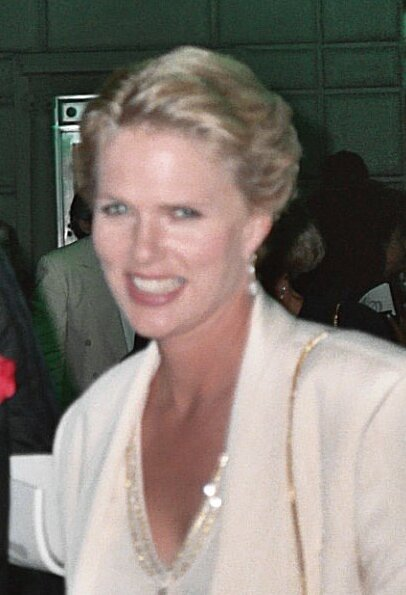
Sharon Gless (Debbie Novotny).

### Acteurs récurrents
- Sherry Miller (VF : Brigitte Morisan) : Jennifer Taylor
- Makyla Smith (VF : Catherine Desplaces) : Daphne Chanders
- Stephanie Moore (en) (VF : Monika Lawinska) : Cynthia
- Dean Armstrong (en) (VF : Thierry Bourdon) : Blake Wyzecki (saisons 1 et 4, invité dans saisons 4 et 5)
- Lindsey Connell : Tracey (saisons 1 à 3)
- Bruce Gray (VF : Jean-Pierre Moulin) : George Schickel (saison 2)
- Nancy Anne Sakovich : Leda (saison 2)
- Fab Filippo (VF : Éric Missoffe) : Ethan Gold (saisons 2 et 3)
- Carlo Rota : Gardner Vance (saisons 2 à 4)
- Peter MacNeill (VF : Jean-Claude Sachot) : Carl Horvath (saisons 2 à 5)
- David Gianopoulos (VF : Jean-Louis Faure) : Jim Stockwell (saison 3)
- Harris Allan (VF : Vincent Barazzoni) : James « Hunter » Montgomery (saisons 3 à 5)
- Mitch Morris (VF : Benoît Du Pac) : Cody Bell (saison 4)
- Robin Thomas (en) : Sam Auerbach (saison 4)
- Matt Battaglia (VF : Lionel Tua) : Drew Boyd (saisons 4 et 5)
- Meredith Henderson : Callie Leeson (saisons 4 et 5)
- Mike Shara (VF : Didier Cherbuy) : Brett Keller (saisons 4 et 5)
- Rosie O'Donnell : Lorretta Pye (saison 5)

### Acteurs invités
- Logan & Kegan Hoover : Gus, le fils de Lindsay et Brian
- Alec McClure (VF : Lionel Melet) : Chris Hobbs (saisons 1 et 2 + un épisode saison 4)
- Matthew G. Taylor (VF : Antoine Tomé) : Zack O'tool, la star du porno
- John Furey (VF : Marc François puis Joël Martineau) : Craig Taylor, le père de Justin (saison 1, épisodes 6 et 7, saison 3 épisode 2, saison 5 épisode 8)

## Production

### Tournage
La ville de Toronto, en Ontario, au Canada, a été choisie comme lieu de tournage pour la série. C'est la Church Street, dans le quartier gay historique de la ville, Church and Wellesley, qui sert de décors à la Liberty Avenue de la série. Néanmoins, de nombreux plans d'extérieurs filmés à Pittsburgh apparaissent également dans la série. Pour les trois premières saisons, la plupart des scènes d'intérieur de Babylon, Woody's et le Liberty Diner sont tournées dans les studios Greystone Studios à Mississauga, dans la banlieue ouest de Toronto. À partir de la quatrième saison, ces mêmes scènes furent tournées dans les anciens studios « B Studio » à Mississauga. Les autres scènes ont été en très grande majorité tournées aux Dufferin Gate Studios à Etobicoke, en Ontario, au sud-ouest de Toronto. Woody's, le bar principal du Pittsburgh fantaisiste, est le nom d'un bar gay de Toronto qui ressemble en très grande partie à celui décrit dans la série. D'ailleurs, lorsque dans la quatrième saison, les personnages se rendent à Toronto, le vrai Woody's est déguisé et appelé « Moosie's ». La discothèque Babylon ne ressemble en rien au Pegasus, la véritable boîte de nuit gay de Pittsburgh.

### Fiche technique
- Titre original, français et québécois : Queer as Folk
- Création : Ron Cowen et Daniel Lipman, d'après la version britannique créée par Russell T Davies
- Réalisation : Michael DeCarlo, Kelly Makin, Kevin Inch, Alex Chapple, David Wellington, Bruce McDonald, Russell Mulcahy, Jeremy Podeswa, John Greyson, Kari Skogland, Thom Best, John Fawcett, Chris Grismer, Steve DiMarco, John L'Ecuyer, Ron Oliver, Laurie Lynd
- Scénario : Ron Cowen, Daniel Lipman, Russell T. Davies, Michael MacLennan, Efrem Seeger	, Brad Fraser, Del Shores, Shawn Postoff, Jason Schafer	, Jonathan Tolins, Michael Berns, Matt Pyken, Richard Kramer, Garth Wingfield, Karen Walton, Doug Guinan, Drew Z. Greenberg, Blair Fell
- Direction artistique : James Phillips, Andrew Hull, Mary Wilkinson
- Décors : Megan Less, Ingrid Jurek
- Costumes : Patrick Antosh, Julie Whitfield
- Photographie : Thom Best, Gavin Smith
- Montage : Lisa Grootenboer, 	Wendy Hallam Martin, Bill Goddard, Mike Lee, Bree McDonough
- Musique : Tom Third
- Casting : John Brace, Ross Clydesdale, Linda Lowy
- Production : Ron Cowen, Daniel Lipman, Tony Jonas
- Sociétés de production : Cowlip Productions, Tony Jonas Productions, Showtime Networks, QAF V Productions (saison 5), Temple Street Productions
- Sociétés de distribution (télévision) : Showtime (États-Unis), Showcase (Canada)
- Pays d'origine :  États-Unis et  Canada
- Langue originale : Anglais américain
- Format : couleur - 1,78:1 - son Dolby (saison 1) et Dolby Digital (saisons 2 à 5)
- Genre : Comédie dramatique
- Durée : de 44 à 58 minutes par épisode

 Sauf indication contraire, les informations mentionnées dans cette section peuvent être confirmées par la base de données cinématographiques IMDb,  présente dans la section « Liens externes ».

### Générique d'ouverture
La musique originale du générique de la série, Spunk, a été composée et jouée par un groupe canadien, Greek Buck, et utilisée pendant les trois premières saisons. Lorsque le générique changea, la musique associée fut aussi modifiée, et ce fut Cue the Pulse to Begin de The Burnside Project qui fut choisi. Néanmoins, les premières secondes de Spunk furent conservées au début du nouveau générique.

### Diffusion internationale

#### À la télévision
Aux États-Unis, la série a été diffusée sur Showtime. La première saison a été diffusée du 3 décembre 2000 au 24 juin 2001 ; la deuxième, du 6 janvier 2002 au 16 juin 2002 ; la troisième saison, du 2 mars 2003 au 22 juin 2003 ; la quatrième, du 18 avril 2004 au 18 juillet 2004 ; et la cinquième et dernière saison du 22 mai 2005
au 31 juillet 2005.
| Pays      | Première diffusion | Chaîne   |
| --------- | ------------------ | -------- |
| Canada    | 22 janvier 2001    | Showcase |
| Israël    | 27 juillet 2001    |          |
| Argentine | 2 novembre 2001    |          |
| Australie | 1er juillet 2002   |          |
| Belgique  | 4 septembre 2002   |          |
| France    | 26 septembre 2002  | Jimmy    |
| Finlande  | 4 octobre 2002     |          |
| Hongrie   | 8 octobre 2004     |          |
| Allemagne | 9 janvier 2006     |          |
| Espagne   | 1er juillet 2006   |          |

En Israël, le titre de la série a été traduit en « Aussi fiers que possibles » (הכי גאים שיש (Hakhi Ge'im SheYesh)). L'absence de référence à l'homosexualité dans ce titre est due au fait qu'en hébreu le terme « gays » ait été hébraïsé en גי'ים (Ge'im), qui signifie également « fiers ».

#### Sur internet
À compter du 1er février 2014, l'ensemble des épisodes est disponible aux États-Unis sur Netflix. Des fans se sont néanmoins plaints que la musique des épisodes mis en ligne par l'entreprise américaine était différente de celle de la version originale.

## Épisodes
Tous les épisodes ne portent pas de titre en français.

### Première saison (2000-2001)
La première saison comprend deux pilotes (un américain et un canadien) et vingt épisodes numérotés de 103 à 122.
La première saison est marquée par la rencontre ente Justin et Brian, et l'évolution de ce qui ne devait être qu'un coup d'un soir en une relation plus longue et tumultueuse. Celle-ci conduit notamment Justin à faire son coming out à ses parents, entraînant son départ du foyer familial, ainsi qu'à l'école, où il doit également faire face à l'homophobie de certains de ses camarades de classe. Parallèlement, cette saison suit les arrangements parentaux entre Brian, Lindsay et Melanie, à la suite de la naissance du premier enfant du couple, dont Brian est le père biologique. Michael quant à lui entame une relation avec David, un homme bien différent de ses amis et de sa famille, tout en essayant de cacher son homosexualité à ses collègues de travail. Enfin, Ted se retrouve plongé dans le coma à la suite d'une overdose lors de sa première rencontre avec Blake, alors qu'Emmett, rongé par la peur d'être séropositif, rejoint un groupe de thérapie de réorientation sexuelle.

### Deuxième saison (2002)
La deuxième saison comprend vingt épisodes numérotés de 201 à 220.
La deuxième saison débute juste après l'agression de Justin, et en aborde les conséquences sur son entrée aux Beaux-arts et sur sa relation avec Brian. Parallèlement, Michael ayant perdu son emploi, achète une boutique de comics, où il rencontre Ben, un professeur de lettres séropositif dont il tombe amoureux. Debbie quant à elle, se lance dans une enquête à la suite de la découverte du cadavre d'un jeune homme gay dans les poubelles du Liberty Diner face à l'indifférence du capitaine de police, Carl Horvath. Enfin, Ted ouvre un site internet de visioconférence pornographique, sur lequel officie Emmett, qui simultanément vit une histoire d'amour avec un sexagénaire nommé George.

### Troisième saison (2003)
La troisième saison comprend quatorze épisodes numérotés de 301 à 314.
La troisième saison explore les conséquences de la rupture de Justin et Brian sur le groupe, ainsi que la relation amoureuse d'Emmett et Ted, qui emménagent ensemble dans une grande maison et le nouveau projet d'enfant de Lindsay et Melanie. Michael et Ben viennent quant à eux en aide à un jeune prostitué nommé Hunter. Enfin, alors que la ville est en pleine campagne électorale municipale, Brian participe à la campagne musclée contre la vie sociale LGBT d'un des candidats, alors que s'installe sur Liberty Avenue un climat de terreur à mesure que la criminalité augmente et que chaque établissement fait l'objet de contrôles de la police.

### Quatrième saison (2004)
La quatrième saison comprend quatorze épisodes numérotés de 401 à 414.
Après avoir dépensé ses derniers dollars dans la campagne anti-Stockwell, Brian se voit contraint de vendre son loft. Mickael a pris la fuite avec Hunter afin que le garçon ne soit pas repris par les services sociaux.
1. Just a Little Help
2. Stand Up for Ourselves
3. Starting a Whole New Life
4. Escalating Violence
5. How Far You Can Go
6. Death in the Family
7. Preponderance of Death
8. Two Kinds of Lies
9. Have Some Balls
10. The Snake in Paradise
11. Gay or Straight? That's the Question
12. Irritation and Separation
13. Proposal of Two Kinds
14. Liberty Ride

### Cinquième saison (2005)
La cinquième saison comprend treize épisodes numérotés de 501 à 513.
Justin est parti tenter sa chance à Hollywood, et il manque horriblement à Brian.

## Univers de la série

### Personnages

#### Personnages principaux
- Justin Taylor, 17 ans au début de la série, est un jeune homme conscient de son homosexualité qui connait sa première expérience sexuelle avec Brian, et dont la relation avec ce dernier représente un axe narratif récurrent de la série. Sous ses airs naïfs, Justin fait preuve de courage et d'audace face aux réactions négatives suivant son coming out. Doué pour le dessin et l'art en général, il est accepté à l'Institut des Beaux-Arts de Pittsburgh, où il doit néanmoins abandonner le dessin traditionnel au crayon pour le dessin numérique à l'ordinateur, du fait des séquelles liées à son agression. Pour payer ses études, il est un temps go-go danseur au Babylon. Il est aussi le dessinateur de Rage, le comics créé par Michael. Il est surnommé « Sunshine » (« Mon ange » dans la version française) par Debbie (et par Brian à quelques occasions) en raison de son sourire.
- Brian Kinney, 29 ans dans le premier épisode de la série, est un publicitaire élégant et égocentrique, qui enchaîne les rencontres sans lendemain. Élevé par un père alcoolique et une mère très religieuse, il ne conserve que peu de relations avec ses parents. Sous ses airs cyniques et odieux, il peut se révéler cependant généreux quand on a besoin de lui. Brian dit ne pas croire en l'amour, mais il développe toutefois des sentiments amoureux pour Justin avec qui il connaît une relation tumultueuse tout au long de la série. Il est le meilleur ami de Michael depuis ses 14 ans. Il est par ailleurs le père biologique de Gus, le fils de Melanie et Lindsay (avec qui il entretient une amitié très étroite). Brian est souvent considéré par son entourage et par lui-même comme un hétérophobe, rejetant complètement l'hétérosexisme. Il est également contre le mariage gay, et ne croit pas en la monogamie chez les homosexuels. Durant la quatrième saison, il lance sa propre agence de publicité Kinnetik, qui remporte un vif succès et lui permet de racheter le Babylon. Brian est atteint du syndrome de Peter Pan, qui est la peur de vieillir.
- Michael Novotny, meilleur ami d'enfance de Brian, il est également âgé de 29 ans au début de la série. Il travaille dans une grande surface nommée The Big Q, avant d'y perdre son emploi et d'ouvrir sa propre boutique de comics. Il entretient une relation dysfonctionnelle avec Brian, dont il est secrètement amoureux, et Brian se sert souvent des sentiments de Michael à son égard afin de le manipuler. C'est en grande partie pour cela qu'il est jaloux de Justin quand celui-ci débarque dans la vie de Brian. Il entame une relation avec David dans la première saison puis après leur rupture, il rencontre Ben dans la deuxième saison, qui devient son compagnon puis son époux pour le reste de la série. Les deux adopteront par la suite Hunter, un jeune prostitué. Il est également le père biologique de Jenny Rebecca, la fille de Lindsay et Melanie. Fan de super-héros depuis toujours, il crée son propre comics avec l'aide de Justin, Rage, dont le personnage du même nom est fortement inspiré de Brian.
- Emmett Honeycutt, personnage camp par excellence, est successivement employé d'un magasin de vêtements sur Liberty Avenue, acteur pornographique sur le site internet de Ted, activité pour laquelle reçoit le Phallus d'Or à la remise des prix de l'Académie des Arts Pornographiques, et organisateur d'événements. Il est originaire du Mississippi, il fait d'ailleurs souvent référence à son enfance là-bas et à sa tante Lula. Emmett a eu plusieurs relations amoureuses au long de la série, plus ou moins brèves, ses plus connues sont celles avec le septuagénaire multimillionnaire George Schickel, celle avec son meilleur ami Ted ou encore celle avec le joueur de football américain Drew Boyd. Au début de la série, il est colocataire avec Michael, puis dans la troisième saison, il ira vivre avec Ted. Depuis la quatrième saison, il vit chez Debbie avec Carl.
- Ted Schmidt est un comptable puis pendant un temps administrateur d'un site internet pornographique de 33 ans, manquant fortement de confiance en lui et impopulaire auprès des hommes, ce qui le rend jaloux de Brian. Amoureux de Michael au début de la série, il se rapproche progressivement d'Emmett pour finalement devenir son partenaire pour plusieurs épisodes. Leur relation se termine lorsque Ted, obligé de fermer son site pornographique, sombre dans l'addiction à la méthamphétamine. Il décide de se faire soigner dans un centre de désintoxication où il retrouve Blake, ancien drogué avec qui il a entamé autrefois une relation tumultueuse, devenu éducateur dans le centre. Ils reprennent brièvement leur relation puis rompent à nouveau, toutefois ils se retrouvent à la fin de la série. Dans la quatrième saison, Brian l'engage comme comptable pour son agence de publicité Kinnetik.
- Melanie Marcus, avocate, est la compagne, puis la femme, de Lindsay, avec qui elle a deux enfants, Gus et JR. Elle est juive. Ses relations avec Brian sont tendues, du fait des arrangements parentaux autour de Gus et des liens d'amitié très forts entre Brian et sa compagne.
- Lindsay Peterson est une amie d'enfance de Brian. Galeriste, elle est la compagne, puis la femme, de Melanie, avec qui elle a deux enfants. Le couple prend Justin sous leur aile, et Lindsay notamment le soutient dans son art. Elle n'a pas une très belle relation avec sa famille car ils n'acceptent pas son homosexualité et son couple avec Melanie.
- Debbie Novotny est la mère de Michael, qu'elle a élevé seule. Elle est serveuse au Liberty Diner, un fast-food sur Liberty Avenue. Bien qu'hétérosexuelle, elle est le personnage le plus engagé en faveur des personnes LGBT. Elle est également une mère de substitution pour l'ensemble du groupe, en particulier pour Justin qu'elle héberge un temps et à qui elle procure son premier travail, et pour Brian, qu'elle passe pourtant son temps à disputer. Elle s'occupe beaucoup de son frère Vic, qui est séropositif. À partir de la deuxième saison, elle entame une relation amoureuse avec l'agent de police Carl Horvath.
- Ben Bruckner, un écrivain et professeur d'universitaire spécialiste de l'homosexualité dans la littérature, il devient le compagnon, puis l'époux de Michael. Séropositif, il prend grand soin de sa santé, et conseille Hunter, son fils adoptif également séropositif, sur la sienne. Il pratique le bouddhisme. Au départ, l'entourage de Michael et notamment Debbie n'approuvent pas la relation de Michael avec Ben à cause de la séropositivité de ce dernier, mais finalement, ils l'acceptent au sein du groupe et Debbie comme son beau-fils.
- Vic Grassi est le frère de Debbie, avec qui il vit. Séropositif et gravement malade, il décède dans la saison 4 des complications du sida, alors qu'il venait de recommencer sa vie avec un nouveau compagnon.

#### Personnages récurrents
- Jennifer Taylor est la mère de Justin et de sa petite sœur Molly, et est agent immobilière. D'abord perdue à la suite du coming out de son fils, elle s'engage progressivement dans le mouvement LGBT sous l'influence de Debbie et se sépare de son époux qu'elle juge trop homophobe. Au départ, elle désapprouve la liaison de Brian et Justin à cause de leur différence d'âge, mais au fil des saisons, elle commence peu à peu à accepter Brian et à même bien s'entendre avec lui. Dans la cinquième saison, elle a un nouveau petit ami, Tucker, âgé d'une vingtaine d'années (ce qui fait que Justin n'approuve pas du tout leur relation).
- Carl Horvath est un agent de police de Pittsburgh apparaissant dans la deuxième saison, lorsque le cadavre de Jason Kemp est retrouvé dans la benne à ordures du restaurant de Debbie. Au départ, lui et Debbie ne s'apprécient guère, mais ils commencent peu à peu à s'apprécier lorsque Debbie enquête sur la mort du jeune homme. Ils commencent alors à former un couple, cependant leur relation se finit lorsque Debbie proteste ouvertement contre Jim Stockwell, le patron de Carl. Ils reprennent contact lors du décès de Vic, pour ensuite se remettre ensemble. À la fin de la quatrième saison, Carl demande Debbie en mariage, ce qu'elle accepte mais revient sur sa décision en disant qu'elle ne peut pas l'épouser tant que son fils ne pourra pas se marier légalement. Le couple décide donc de vivre ensemble dans la cinquième saison. Il apparaît d'abord comme un homophobe, mais grâce à Debbie, il accepte de plus en plus les homosexuels.
- Daphne Chanders est une camarade de classe au lycée et la meilleure amie de Justin.
- Cynthia est l'assistante de Brian. Dévouée et loyale, elle le suit lorsqu'il fonde sa propre agence.
- David Cameron, chiropracteur, il est le partenaire de Michael durant la première saison. Plus casanier et plus bourgeois que Michael, il est mal compris de l'entourage de Michael. Le couple emménage ensemble chez David mais connaît cependant quelques difficultés, notamment à cause du défaut de David de vouloir tout contrôler et de sa jalousie envers l'amitié de Michael et Brian. Se trouvant forcé de s'installer à Portland pour son fils à la fin de la saison, David propose à Michael de partir avec lui. Michael le suit mais revient à Pittsburgh après leur rupture.
- James « Hunter » Montgomery dit Hunter Montgomery (plus tard Hunter Novotny-Bruckner), un adolescent abandonné par ses parents, qui se prostitue avant que Michael et Ben ne lui viennent en aide. Comme Ben, il est séropositif. Physiquement attiré par Brian au départ, il tombe finalement amoureux d'une fille nommée Callie au cours de la quatrième saison. C'est une grosse surprise pour Michael et Ben, qui le pensaient gay. Leur relation est malheureusement brève et prend fin lorsque les parents de Callie apprennent le passé et la séropositivité de Hunter. Dans la cinquième saison, après un accident lors d'une compétition de natation, toute l'école apprend qu'il est séropositif, et est victime de harcèlement de la part de ses camarades. Hunter a également du mal à trouver sa place dans la famille après la naissance de Jenny-Rebecca. Il quitte par la suite Pittsburgh pour aller jusqu'à Disney World. Il revient après avoir appris que Michael a été gravement blessé lors de l'attentat du Babylon. À la fin de la série, il décide de rester et est officiellement adopté par Ben et Michael.
- Jim Stockwell, le chef de police de Pittsburgh et également candidat à la mairie de la ville, apparaît uniquement dans la troisième saison. Au départ, il est assez bas dans les votes, mais quand Brian décide de l'aider dans sa campagne électorale, il remonte dans les votes pour ensuite devenir le favori. Cependant, Stockwell est un homophobe et utilise son statut pour nuire aux homosexuels, notamment en fermant les bars et les boîtes de nuit sur Liberty Avenue. Brian est alors critiqué par la communauté gay et par Debbie à cause de sa loyauté envers Stockwell. Ce dernier vire Brian quand il apprend qu'il est gay, mais le reprend lorsque encore une fois, il redescend dans les votes. Toutefois, Brian, avec l'aide de Justin, s'est mis en tête de nuire à Stockwell après que celui-ci ait fermé la backroom du Babylon. Pittsburgh devient alors envahi d'affiches haineuses de Stockwell, et quand il découvre que Brian en est le responsable, celui-ci est renvoyé de sa boîte de publicité. Brian et Justin découvrent par la suite que Stockwell et son ex-adjoint dans la police sont responsables du meurtre de Jason Kemp (retrouvé mort dans la saison 2), et Brian utilise cela pour l'empêcher de remporter les élections.
- Blake Wyzecki, amant de Ted, il lui offre de la drogue, ce qui provoque l'overdose de celui-ci. Rétabli, Ted renoue avec Blake, jusqu'à ce qu'il refuse d'aller soigner son addiction en centre de désintoxication. Plus tard, c'est lui qui tend la main à Ted alors confronté à son tour à des problèmes d'addiction.
- Tracey travaille au supermarché avec Michael, pour qui elle éprouve des sentiments, jusqu'à ce qu'elle découvre qu'il est gay.
- Chris Hobbs, étudiant dans le même lycée que Justin. Au début de la série, Justin est très attiré physiquement par Hobbs, le dessinant souvent secrètement. Lors d'une retenue, il va jusqu'à le masturber, et Hobbs se laisse faire. Mais lorsque Justin fait son coming out, il commence à le harceler, révélant sa nature homophobe. Après la fameuse danse de Brian et Justin au bal de promo, il va dans le parking et frappe Justin à la tête avec une batte de baseball. Justin reste très marqué par cette agression, qui l'a rendu partiellement handicapé de la main droite. Il réapparaît brièvement dans la saison 4 où on apprend qu'il travaille dans la construction.
- George Schickel, surnommé « le Roi du cornichon » du fait de son succès commercial dans ce domaine, est le petit ami septuagénaire d'Emmett durant la deuxième saison. Il vient d'une famille millionnaire qui n'accepte pas son homosexualité, et entretient un mariage houleux avec une femme qu'il n'aime pas, jusqu'à ce qu'ils divorcent. Il rencontre Emmett alors que celui-ci est la star du site porno de Ted. George veut alors le payer pour des services de prostitué, chose qu'Emmett prend mal. Toutefois, George vient s'excuser et les deux entament une relation. Alors que George invite Emmett à faire un voyage autour du monde, le vieil homme meurt d'un infarctus dans l'avion. Après sa mort et suivant ses vœux testamentaires toute sa fortune est léguée à Emmett, or la famille de George s'y oppose et poursuit Emmett en justice, jusqu'à que celui-ci décide de leur laisser l'argent.
- Leda, ex-petite amie de Melanie, elle est hébergée par le couple pendant un laps de temps, durant lequel elle transforme leur grenier en atelier de peinture pour Lindsay.
- Ethan Gold, jeune violoniste romantique étudiant dans la même école d'art que Justin. Se sentant de plus en plus délaissé par Brian, Justin se rapproche d'Ethan, charmé par son romantisme. Ils commencent alors une liaison, mais seront démasqués par Michael, qui dira tout à Brian. À la fin de la deuxième saison, Justin choisit Ethan à Brian. Durant les premiers épisodes de la troisième saison, ils sortent ensemble, mais leur relation va se détériorer lorsqu'Ethan se fait remarquer par un agent qui veut lancer sa carrière, mais qui veut cependant qu'il cache son homosexualité. Même si Ethan refuse au départ, il finit par accepter après une discussion avec Brian. Après que Justin ait appris que le jeune violoniste l'a trompé avec un fan lors d'un concert à Harrisburg, ils ont une violente rupture.
- Drew Boyd, le populaire quarterback de l'équipe de football américain de Pittsburgh, les Ironmen. Au départ fiancé à une jeune femme nommée Sierra, il est toutefois un homosexuel refoulé. Il va entretenir une liaison secrète avec Emmett après que celui-ci ait organisé la fête de fiançailles de Drew et Sierra. Emmett va mettre fin à cette liaison, ne voulant plus être « l'amant secret », même s'il avoue à Ted être tombé amoureux de Drew. Il réapparaît dans la dernière saison lorsque des rumeurs courent dans les tabloïdes sur son homosexualité (ce qui a mené à son divorce avec Sierra), où il va demander de l'aide à Emmett, et les deux reprennent leur relation par la suite. Drew fait son coming out à une émission populaire dans laquelle Emmett travaille, cependant il va perdre sa place chez les Ironmen à cause de cela. Mais l'équipe perdant plusieurs matchs, il réintègre l'équipe. À la fin de la série, Emmett rompt avec Drew lorsqu'il s'aperçoit que Drew est fraîchement sorti du placard et qu'il a l'univers gay à découvrir, et qu'il n'est ainsi pas prêt à une relation sérieuse.

### Thèmes abordés
Queer As Folk a abordé de nombreux thèmes sujets à polémiques, comme : le coming out, le mariage homosexuel, l'usage de drogues (cocaïne, méthamphétamine, ecstasy, GHB, kétamine, cannabis), l'adoption homoparentale, l'insémination artificielle, l'homoparentalité, l'homophobie, le sida, la prostitution des mineurs etc.
Des thèmes de société sans lien avec le thème majeur ont été aussi des intrigues de la série : la création de son entreprise, la dépression, le lien mère-fils, les bals de promo lycéens.
À partir de la troisième saison, des thèmes politiques liés à l'actualité des États-Unis apparaissent dans la série : campagne pour la mairie de Stockwell qui prend pour cible les activités sexuelles du quartier de Liberty Avenue, légalisation ou interdiction du mariage homosexuel (final de la saison 4 au Canada et référendum sur la proposition 14 dans la saison 5), crimes homophobes très ponctuels mais qui s'aggravent en intensité.
Certains thèmes sont abordés de manière surprenante : ainsi, un épisode met en scène une sorte de coming out « à l'envers » de Hunter, qui « avoue » à Michael et Ben qu'il sort avec une fille.

### Influence de la série
L'un des points principaux de Queer as Folk est sa présentation d'un certain mode de vie homosexuel sans tabous. Aux États-Unis, un avertissement apparaissait à la fin de chaque épisode lors de sa diffusion sur Showtime aux États-Unis : « Queer as Folk est la célébration de la vie et des passions d'un groupe d'amis homosexuels. Ce n'est pas un reflet de la vie de l'intégralité de la communauté gay ».
Le titre de la série vient d'une expression d'un dialecte du Nord de l'Angleterre : « There's nought so queer as folk », que l'on pourrait traduire par « Il n'y a rien de plus bizarre que les gens ».
Bien que moins crues que celles de la version britannique, des scènes jamais vues auparavant à la télévision américaine abondaient, notamment des relations sexuelles explicites simulées entre deux hommes. Malgré la présence de drogues et de sexe, la série ne fut jamais vraiment menacée par les groupes conservateurs.
La série se déroule à Pittsburgh (Pennsylvanie), bien que la ville soit bien embellie pour la situation. Pittsburgh fut choisie car elle était l'équivalent américain le plus proche de Manchester, le cadre de la version britannique. Néanmoins, comme la ville n'a pas un grand quartier homo comme San Francisco ou New York, la plupart des scènes sur Liberty Avenue furent en réalité tournées dans le quartier gay de Toronto au Canada (quartier Church and Wellesley) : la véritable Liberty Avenue n'a d'ailleurs jamais été filmée pour la série !
La série fait souvent référence avec humour à elle-même et à son image dans la communauté gay. Ainsi, plusieurs épisodes parlent d'une série romantique à souhait, Gay as Blazes (Gay et fier de l'être), que Brian critique comme n'étant en rien un reflet de la réalité.

### Variations par rapport à la version britannique
Les premiers épisodes de la série reprennent les intrigues de la première saison de la version britannique, avant de s'en détacher pour devenir une série totalement différente. Outre les professions et la culture, le principal changement d'intrigue est que Ted Schmidt survit à une overdose et Blake – qui l'a causée – réapparaît par la suite dans la série, alors que Phil Delaney dans la série britannique en meurt. Ces différences sont dues à la différence de longueur des projets entre les deux séries : la série britannique était prévue pour huit épisodes de 25 minutes quand la série américaine avait une saison de 22 épisodes pour se développer.
Les prénoms ont également été modifiés : les trois principaux personnages deviennent ainsi Justin (pour Nathan), Brian (pour Stuart) et Michael (pour Vince).
On a reproché à la version américaine de vieillir le personnage de Justin de deux ans, soit 17 ans au lieu de 15 (âge de Nathan), pour être politiquement correcte, sans prendre en compte le fait que, si dans la version anglaise, Stuart et Nathan ont une aventure, en revanche ils ne terminent pas ensemble, contrairement à Justin et Brian qui vivent une véritable histoire d'amour, faite de hauts et de bas. À partir de là, on peut comprendre qu'il était plus difficile de développer (d'un point de vue pratique) et de justifier (question de maturité) une relation durable entre un adulte et un mineur, qu'entre un trentenaire et un jeune adulte de 18 ans.
Détail culturellement révélateur : les personnages de Brian et Debbie sont quasiment systématiquement en train de mâcher un chewing-gum.

## Accueil

### Audiences
Queer as Folk fut la série la plus regardée de la chaîne Showtime. Elle était diffusée le dimanche soir à 22 h et c'était la première fois que cette case horaire connaissait un tel succès. Pour le dernier épisode de la saison au Canada, l'audience fut si élevée et le nombre d'annonceurs ayant acheté un espace publicitaire était tel que la chaîne a dû prévoir une case horaire de 1 h 10 afin d'inclure l'épisode dans son intégralité et les publicités. Aux États-Unis, le problème ne s'est pas posé car il n'y a pas de coupure publicitaire pendant la diffusion des épisodes.
La version américaine de Queer as Folk devint rapidement la série la plus importante de Showtime. Bien que la cible marketing de la série ait été a priori les hommes gay, de nombreuses femmes hétérosexuelles firent également partie de l'audience.

### Réception critique
Comme la communauté gay était auparavant sous-représentée à la télévision, et que cette série avait pour ambition de présenter sans tabous la vie d'homosexuels, de nombreux critiques gay ont insisté sur la responsabilité de Queer as Folk en ce qui concerne l'image des homosexuels, n'hésitant pas à critiquer l'image de débauche qu'elle pouvait donner.
Ainsi, comme l'avait été la série britannique, la version américaine a été attaquée sur l'aspect irréaliste des relations amoureuses et de la vie homosexuelles. Bien que les producteurs aient insisté (dans un avertissement apparaissant à la fin des épisodes des saisons une à trois ainsi que dans la presse) sur le caractère fictif de cette série, de nombreux critiques de la presse gay soulignèrent que tous les téléspectateurs ne prendraient pas autant de distance avec les personnages et la représentation donnée des homosexuels. D'autres critiques ont également fustigé la série pour son manque de personnes de couleur, l'abondance de relations sexuelles dans les lieux publics (pourtant interdites dans de nombreux États, y compris la Pennsylvanie), et surtout la prise de position sur des questions comme le barebacking. D'autres considérèrent que, bien que le portrait fait des relations sexuelles et de la drogue soit réaliste, il n'était pas besoin de le montrer aux yeux du public alors que la lutte pour l'égalité des droits était en cours.
La critique principale qui lui a été faite hors des États-Unis est de donner une vision trop communautariste du monde homosexuel : en effet, les hétérosexuels ne font d'apparition dans la série qu'en fonction de personnages ou de thématiques homosexuels. À aucun moment on ne voit les hétérosexuels et les homosexuels vivre ensemble, comme cela se passe au quotidien pour la majorité des homosexuels du monde entier, puisque tout se passe dans un quartier gay (peu réaliste puisque Pittsburgh n'est pas ainsi) peuplé uniquement d'homosexuels allant dans des endroits pour homosexuels ou s'embrassant sans problème dans les rues. L'autre critique faite est l'usage systématique de mannequins sculpturaux pour représenter les homosexuels, autre entorse au réalisme.
Le manque de réalisme des lieux a été vivement critiqué, étant donné que la vie gay de Pittsburgh est bien moins développée que la série ne peut le laisser paraître. Par contre la série fait une peinture plus réaliste du quartier gay de Toronto au Canada.
Enfin, la série a aussi été critiquée pour n'être qu'une pâle copie de la version anglaise. Ainsi, il fut dit que la version américaine se servait de la sexualité et de l'usage de drogue comme d'un artifice facile pour choquer les téléspectateurs plutôt que d'insister sur les dialogues, très importants dans la version anglaise. Il fut aussi noté que Justin est censé avoir 17 ans, alors que l'équivalent britannique Nathan n'est censé en avoir que 15 : le politiquement correct ne serait ainsi peut-être pas totalement absent de la série. Cependant, les similarités ne sont présentes que dans les tout premiers épisodes.
À l'inverse, une partie des homosexuels a salué le courage de la série pour aborder des sujets auparavant tabous de leur vie, qu'ils soient abordés d'un point de vue réaliste ou plus romancé, tout en faisant remarquer que de nombreux reproches adressés à Queer as Folk, comme le manque de diversité des acteurs ou la grande insistance sur les relations sexuelles, pouvaient également être faits à la plupart des séries télévisées, parlant d'homosexuels ou non.
De nombreuses critiques ont encensé la série comme Le Nouvel Observateur, qui a décrit la série comme la plus désinhibée des séries américaines. Finalement, la série a reçu davantage de critiques positives que de négatives au point d'avoir gagné de nombreuses récompenses et obtenu de nombreuses propositions à des récompenses.

### Distinctions
- Pour la série
  - Directors Guild of Canada Awards
    - 2003 : récompensée pour la « meilleure série dramatique » (épisode 305)[A 14]
    - 2002 et 2005 : nommée pour la « meilleure série dramatique » (épisodes 116 et 501)[A 14]

  - GLAAD Media Awards
    - 2002, 2003, 2004 et 2005 : nommée pour la « meilleure série dramatique »[A 14]

  - Prism Awards
    - 2005 : récompensée pour « série dramatique multi-épisode »[A 14]
- Pour les acteurs
  - ACTRA Toronto Awards
    - 2003 : nommée pour « meilleure actrice » pour Thea Gill[A 14]

  - Prism Awards
    - 2005 : nommée pour « performance dans une série dramatique » pour Scott Lowell[A 14]
- Pour la musique et le générique
  - BMI Film and TV Awards
    - 2005 : récompensée pour « BMI câble » pour Ray Ketchem[A 14]

  - Directors Guild of Canada Awards
    - 2003 : récompensée pour « meilleur montage sonore - format court » pour Sue Conley, Mishann Lau, Dale Sheldrake (épisode 216)[A 14]

  - Golden Reel Awards
    - 2001 et 2004 : nommée pour le « meilleur montage sonore et la musique » pour Yuri Gorbachow (épisode 1) et pour Yuri Gorbachow et Andrew Wright[A 14]
- Autre
  - Artios Awards
    - 2001 : nommée pour « meilleur casting » pour Linda Lowy[A 14]

  - Directors Guild of Canada Awards
    - 2002 : nommée pour la « meilleure réalisation » pour Jeremy Podeswa (épisode 116)[A 14]
    - 2003 : nommée pour le « meilleur montage - format court » pour Wendy Hallam Martin (épisode 220)[A 14]
    - 2003 : nommée pour les « meilleurs décors - format court » pour Ingrid Jurek (épisode 305)[A 14]
    - 2003 : nommée pour la « meilleure réalisation pour une série télévisée » pour Kelly Makin (épisode 305)[A 14]
    - 2004 et 2005 : nommée pour le « meilleur montage - série télévisée » pour Wendy Hallam Martin (épisodes 405 et 501[A 14]
    - 2004 et 2005 : nommée pour les « meilleurs décors - série télévisée » pour Ingrid Jurek (épisodes 401 et 408)[A 14]

  - Vancouver Effects and Animation Festival
    - 2001 : récompensée d'un tiers prix pour « Effects Titles Ident's PSA » pour Brian Lui, Gerry Legros, Noel Hooper, Sheila Hockin, Bill Goddard[A 14]

## Produits dérivés

### DVD
- Saison 1
  - Nombre de disques : 6
  - Date de sortie du DVD : 21 juin 2006
  - (ASIN B000F601DA)
  -  (EAN 7321950732562)[8]
- Saison 2
  - Nombre de disques : 5
  - Date de sortie du DVD : 1er janvier 2008
  - (ASIN B001FB6WRS)
  -  (EAN 7321910132944)[8]
- Saison 3
  - Nombre de disques : 4
  - Date de sortie du DVD : 13 février 2008
  - (ASIN B0010XRCKM)
  -  (EAN 7321910176863)[8]
- Saison 4
  - Nombre de disques : 4
  - Date de sortie du DVD : 28 octobre 2008
  - (ASIN B001FB6WSC)
  -  (EAN 7321910221587)[8]
- Saison 5
  - Nombre de disques : 4
  - Date de sortie du DVD : 12 novembre 2008
  - (ASIN B001E08URU)
  -  (EAN 7321910221631)[8]

### Romans
Trois romans racontant les « jeunes années » des héros sont parus aux États-Unis. Ils développent respectivement la période de fin d'année de lycée, puis celle de l'université et enfin les premiers temps de la vie active de Brian et Michael.
- Joseph Brockton, Every Nine Seconds, Pocket Books, 2003 (le titre fait référence à la fréquence de pensées d'ordre sexuel chez les homosexuels, d'après la première phrase de Michael dans le tout premier épisode)
- Quinn Brockton, Never Tear Us Apart, Pocket Books, 2003
- Quinn Brockton, Always Have, Always Will, Pocket Books, 2004